# Typha austro-orientalis
Espèce
Classification APG III (2009)
Typha austro-orientalis est une plante herbacée du genre Typha et de la famille des Typhaceae qui a été identifiée en l'an 2000 dans la région de Volgograd et décrite en 2006 par le botaniste Evgueni Mavrodiev.

## Habitat
Typha austro-orientalis croît dans le sud-est de la Russie européenne.

## Distribution
Typha austro-orientalis se trouve au bord des cours d'eau à débit lent et des étangs ou marais.